# Nowi Butory
Nowi Butory (ukr. Нові Бутори) – wieś na Ukrainie, w obwodzie odeskim, w rejonie rozdzielniańskim, w hromadzie Wełyka Mychajliwka. W 2001 liczyła 153 mieszkańców, głównie Mołdawian.